# Lagmagadhaguthi
Lagmagadhaguthi (nep. लगमागढ गुठी) – gaun wikas samiti w środkowej części Nepalu w strefie Dźanakpur w dystrykcie Dhanusa. Według nepalskiego spisu powszechnego z 2011 roku liczył on 924 gospodarstwa domowe i 5330 mieszkańców (2669 kobiet i 2661 mężczyzn).